# Thonhausen
Thonhausen ist eine Gemeinde im Süden des thüringischen Landkreises Altenburger Land. Sie gehört zur Verwaltungsgemeinschaft Oberes Sprottental.

## Geographie

### Geographische Lage
Die Gemeinde Thonhausen befindet sich mit ihren Ortsteilen südlich der Bundesautobahn 4 vor dem Westtor der Stadt Crimmitschau am Übergang des Zeitzer-Schmöllner-Lösshügellandes in die Vorgebirgslagen zum Thüringer Schiefergebirge und Erzgebirge. Die Thüringer Landesanstalt für Umwelt und Geologie zählt die Gemeinde zum Ronneburger Acker- und Bergbaugebiet. Durch Thonhausen fließt die Mannichswalder Sprotte. Die nächsten Städte sind Crimmitschau (5 km östlich), Schmölln (7 km nördlich) und Ronneburg (10 km nordwestlich).

### Nachbargemeinden
Angrenzende Gemeinden sind Jonaswalde, Heyersdorf, die Stadt Schmölln und Vollmershain im Landkreis Altenburger Land sowie die Stadt Crimmitschau im sächsischen Landkreis Zwickau.

### Gemeindegliederung
Ortsteile sind Thonhausen, Schönhaide und Wettelswalde.

## Geschichte
Die urkundliche Ersterwähnung fand in der Zeit von 1181 bis 1214 statt. Ein Teil von Thonhausen gehörte bis 1920 zu Sachsen-Altenburg und war seit 1900 dem Landratsamt Ronneburg zugehörig. Der andere Teil gehörte zur Amtshauptmannschaft Zwickau, ab 1920 zur Amtshauptmannschaft Werdau im Königreich Sachsen bzw. Freistaat Sachsen. 1928 erfolgte ein Gebietsaustausch und eine Grenzbereinigung zwischen dem Freistaat Sachsen und dem Land Thüringen. Dadurch wurden die in Sachsen liegenden Splitterflächen des thüringischen Anteils von Thonhausen an Sachsen abgetreten und nach Rudelswalde eingegliedert. Die Splitterflächen des sächsischen Anteils von Thonhausen wurden hingegen mit dem restlichen thüringischen Anteil zu einer Gemeinde zusammengefasst. Beide Ortsteile sowie die am 1. Juli 1950 eingemeindeten Ortsteile Schönhaide und Wettelswalde gehörten fortan zum thüringischen Landkreis Altenburg und ab dem 25. Juli 1952 zum Kreis Schmölln im Bezirk Leipzig.

### Einwohnerentwicklung
Die Statistik listet für den altenburgischen Anteil von Thonhausen 1910 568 Einwohner auf. Wettelswalde hatte 123, Schönhaide 120 Einwohner. Im sächsischen Teil von Thonhausen lebten 110 Einwohner. 1933 hatten die Orte zusammengenommen 868 und 1939 850 Einwohner.
Entwicklung der Einwohnerzahl (Stand jeweils 31. Dezember):
| Jahr | Einwohner |
| ---- | --------- |
| 1994 | 639       |
| 1995 | 674       |
| 1996 | 652       |
| 1997 | 665       |
| 1998 | 655       |
| 1999 | 663       |

| Jahr | Einwohner |
| ---- | --------- |
| 2000 | 661       |
| 2001 | 654       |
| 2002 | 657       |
| 2003 | 658       |
| 2004 | 656       |
| 2005 | 654       |

| Jahr | Einwohner |
| ---- | --------- |
| 2006 | 638       |
| 2007 | 621       |
| 2008 | 616       |
| 2009 | 600       |
| 2010 | 590       |
| 2011 | 557       |

| Jahr | Einwohner |
| ---- | --------- |
| 2012 | 577       |
| 2013 | 573       |
| 2014 | 555       |
| 2015 | 542       |
| 2016 | 545       |
| 2017 | 546       |

| Jahr | Einwohner |
| ---- | --------- |
| 2018 | 537       |
| 2019 | 525       |
| 2020 | 515       |
| 2021 | 521       |
| 2022 | 509       |
| 2023 | 501       |

 Datenquelle: Thüringer Landesamt für Statistik

## Politik

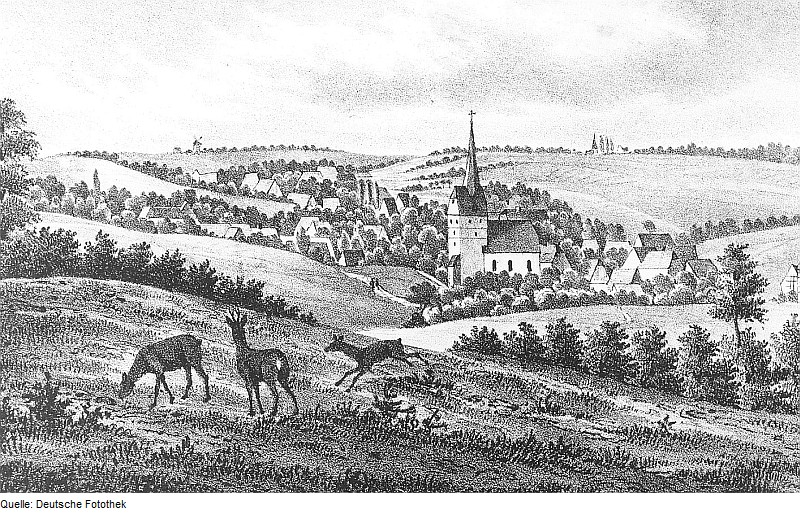
Historische Ortsansicht

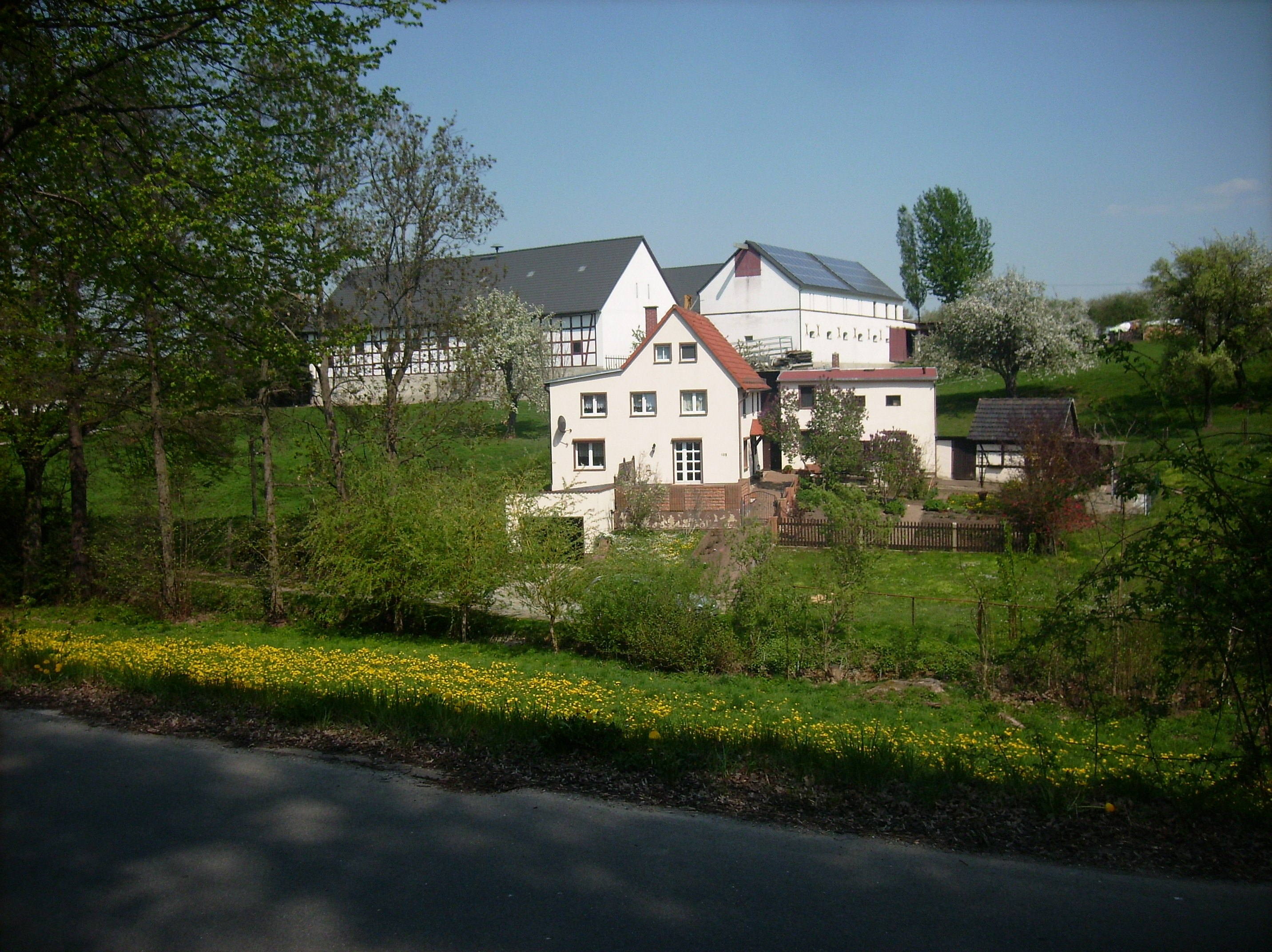
Südteil des Ortes

### Gemeinderat
Die Kommunalwahl am 26. Mai 2024 führte zu folgendem Ergebnis für die Zusammensetzung  des Gemeinderats (mit Vergleichszahlen der Wahl 2019)::
| Wählergruppe                                | Stimmenanteil | Sitze  | 2019             |
| Freiwillige Feuerwehr Thonhausen/Schönhaide | 50,4 %        | 5      | 3 Sitze (35,6 %) |
| SV 1901 Thonhausen                          | 17,1 %        | 1      | 3 Sitze (31,7 %) |
| Donnerstags-Club                            | 05,3 %        | 0      | 1 Sitze (16,8 %) |
| Ev.-Luth. Wählergruppe                      | 07,2 %        | 0      | 1 Sitze (15,8 %) |
| Jung und Dynamisch                          | 20,0 %        | 2      | –                |
| Wahlbeteiligung                             | 71,1 %        | 71,1 % | 76,2 %           |

### Bürgermeister
Die Wahl 1994 gewann Birgitt Richter von der CDU im ersten Wahlgang mit 98,1 % der Stimmen. Von 1999 bis 06/2022 war André Hupfer Bürgermeister, der jeweils im ersten Wahlgang 1999 mit 98,2 %, 2004 mit 97,7 % (bei dieser Wahl für die CDU), 2010 mit 93,5 % und 2016 mit 90,6 % der Stimmen gewählt wurde. Seit 07/2022 ist Sandy Berschick Bürgermeisterin, welche im zweiten Wahlgang die Wahl für sich entscheiden konnte (mit 68,7 %).

### Wappen
Das Wappen der Gemeinde Thonhausen mit den Ortsteilen Schönhaide und Wettelswalde greift auf historische, wirtschaftliche und natürliche Besonderheiten der Orte sowie der Region in heraldischer Form auf.
So findet sich der Gegenzinnenbalken auch im Stammwappen der Burggrafen von Starkenberg wieder. Diese Familie war seit dem 13. Jahrhundert in der Gegend ansässig und hatte auch in Thonhausen Besitzungen. Die urkundliche Ersterwähnung der Gemeinde aus dem Jahre 1291 bezieht sich beispielsweise auf eine Verkaufsurkunde der Starkenberger Burggrafen für die Vögte von Plauen, in der u. a. Güter in Thonhausen erwähnt werden. Die roten Dachziegel und der Henkelkrug verweisen auf den Abbau und die Verarbeitung von Ton in der Region. Zudem spielt der Krug auf die Geschichte des Ortes Schönhaide an, der sich aus einem Gasthof „Zur schönen Heyde“ entwickelte. Das Wassermühlrad steht schließlich für die alte Wassermühle an der Sprotte in Wettelswalde. Somit werden auch Besonderheiten die beiden Ortsteile im Wappen mit repräsentiert.
Das Wappen der Gemeinde Thonhausen zeigt unter einem roten Schildhaupt mit einem goldenen Gegenzinnenbalken und über einen rot geschuppten Schildfuß in Silber eine rotes oben offenes siebenspeichiges dreivierteltes Wassermühlrad mit einem roten Henkelkrug darüber.

### Partnerschaft
Mit der Partnerstadt Illingen in Baden-Württemberg ist Thonhausen in Freundschaft verbunden. Für regelmäßigen Austausch sorgt vor allem die Freiwillige Feuerwehr Thonhausen.

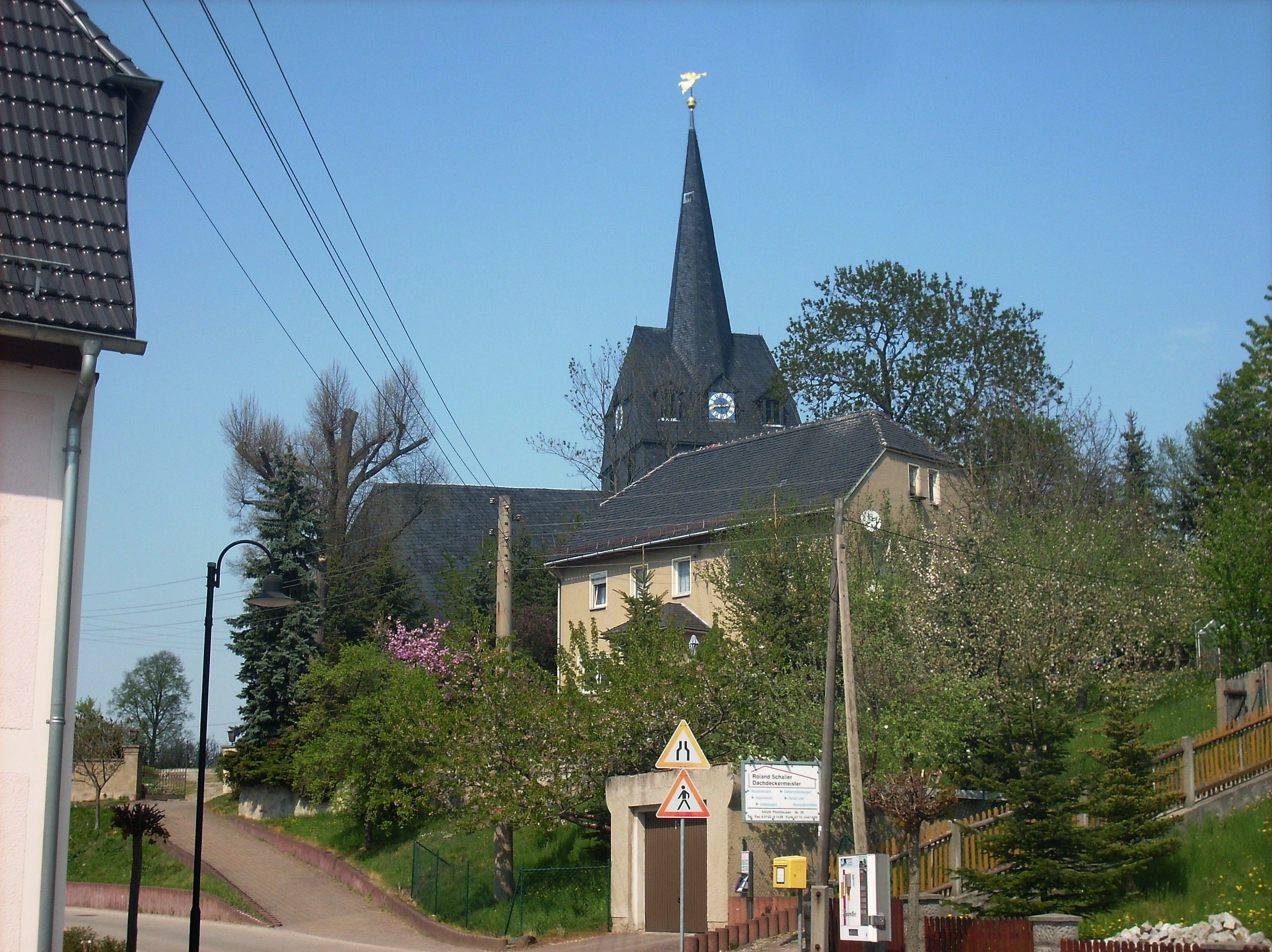
Dorfkirche

## Kultur und Sehenswürdigkeiten
- Dorfkirche Thonhausen

Siehe auch → Liste der Kulturdenkmale in Thonhausen

## Wirtschaft und Infrastruktur

### Verkehr
Der Ortsteil Schönhaide befindet sich direkt an der Autobahnanschlussstelle Schmölln der Bundesautobahn 4. Über die Anschlussstelle führt die Landesstraße L 1361 von Schmölln nach Crimmitschau und Neukirchen/Pleiße, die auf dem Gemeindegebiet in zwei Etappen komplett neu gebaut wurde und die Ortschaften umgeht. Von der L 1361 zweigt die sächsische Staatsstraße S 61 zum Zentrum von Crimmitschau ab. Die Gemeinde liegt im Mitteldeutschen Verkehrsverbund und ist über die an Werktagen außer an Samstagen verkehrenden Buslinien 354 Thonhausen–Heyersdorf–Crimmitschau/Gößnitz–Schmölln, 355 Schmölln–Untschen–Thonhausen sowie 357 Schmölln–Selka–Weißbach–Brandrübel–Schönhaide–Thonhausen–Nischwitz der THÜSAC Personennahverkehrsgesellschaft angebunden. Die nächsten Bahnstationen befinden sich jeweils fünf Kilometer entfernt in Crimmitschau an der Bahnstrecke Leipzig–Hof und in Nöbdenitz an der Bahnstrecke Gößnitz–Gera.

### Wasserver- und Abwasserentsorgung
Die Gemeinde Thonhausen hat die Aufgaben der Wasserver- und Abwasserentsorgung an die Verwaltungsgemeinschaft Oberes Sprottental übertragen. Diese erledigen diese Aufgabe mit Hilfe des Eigenbetriebs Gemeindewerke „Oberes Sprottental“.